# Ferenc Hegedűs
Ferenc Hegedűs (Tarján, 14 de septiembre de 1959) es un deportista húngaro que compitió en esgrima, especialista en la modalidad de espada.
Participó en dos Juegos Olímpicos de Verano, obteniendo una medalla de plata en Barcelona 1992, en la prueba por equipos (junto con Iván Kovács, Krisztián Kulcsár, Ernő Kolczonay y Gábor Totola), y el sexto lugar en Seúl 1988, en la misma prueba.

## Palmarés internacional
| Juegos Olímpicos | Juegos Olímpicos   | Juegos Olímpicos | Juegos Olímpicos   |
| Año              | Lugar              | Medalla          | Prueba             |
| ---------------- | ------------------ | ---------------- | ------------------ |
| 1992             | Barcelona (España) | Medalla de plata | Espada por equipos |